# Ė
Ė, ė — 9-та літера литовської абетки, а також одна з літер шеєнської мови та кельнського діалекту німецької мови.
Введена Даніелем Кляйном, автором першої граматики литовської мови..
У литовській мові вимовляється як [eː], на противагу літері ę, що відповідає звуку [ɛː] (раніше — носовому [ɛ̃ː]) та e, відповідно [ɛ, ɛː].

## Кодування
| Графема | HTML  | Юнікод |
| ------- | ----- | ------ |
| Ė       | &#116 | U+0116 |
| ė       | &#117 | U+0117 |